# Oxytropis inschanica
Oxytropis inschanica là một loài thực vật có hoa trong họ Đậu. Loài này được H.C.Fu & S.H.Cheng miêu tả khoa học đầu tiên.